# Landherrenschaft

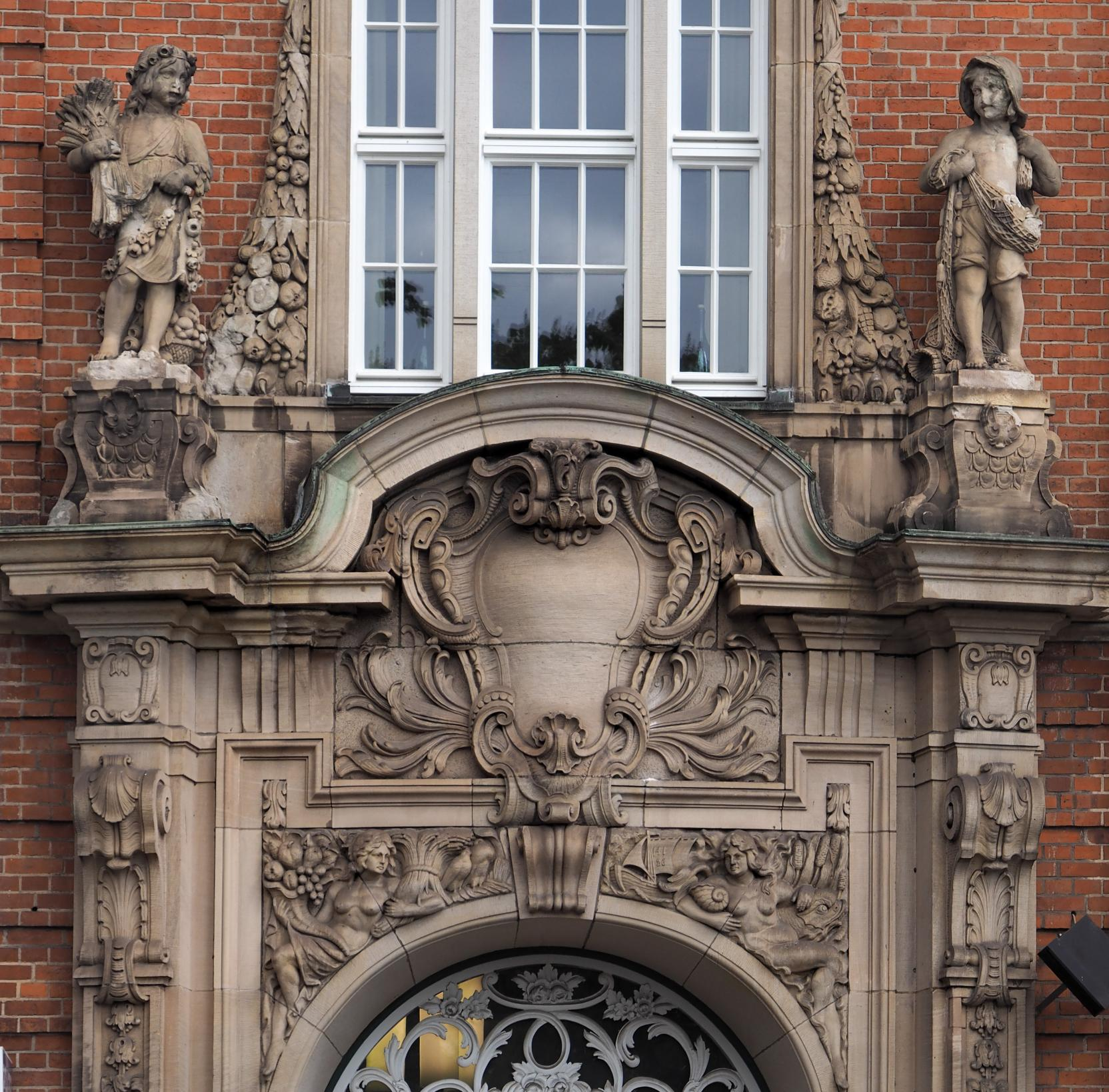
Ehemaliger Amtssitz der Landherrenschaften am Klingberg: Die Figuren über dem Portal symbolisieren Landwirtschaft und Fischerei, die einstigen Hauptwirtschaftszweige des Landgebietes.

In Landherrenschaften wurde seit dem 15. Jahrhundert das außerhalb der Stadtmauern gelegene, gleichwohl der Hoheit des Hamburger Rates unterstehende Landgebiet der Freien und Hansestadt Hamburg eingeteilt. Diese Verwaltungsbezirke entsprachen in ihrer Funktion etwa den Ämtern oder Landkreisen anderer Flächenstaaten und sind in gewisser Weise Vorläufer der heutigen Hamburger Bezirke. Der Zuschnitt der Landherrenschaften wurde bis ins 20. Jahrhundert hinein mehrfach verändert und das Landgebiet nach und nach in die Stadt Hamburg eingemeindet. Nach dem Groß-Hamburg-Gesetz und der Umbildung Hamburgs zur Einheitsgemeinde wurde die letzte Landherrenschaft 1938 aufgelöst.

## Landherrenschaften im 15. bis 18. Jahrhundert

Gliederung des Hamburger Landgebiets bis 1830:
Landherrenschaft Bill- und Ochsenwärder
Landherrenschaft Hamburger Berg
Landherrenschaft Hamm und Horn
Landherrenschaft der Walddörfer
Kloster St. Johannis
Hospital zum Heiligen Geist
Hospital St. Georg
Amt Bergedorf (gemeinsam mit Lübeck)
nicht im Bild: Amt Ritzebüttel (hamburgische Exklave an der Elbmündung)

Seit Ende des 13. Jahrhunderts hatte Hamburg zum Schutze seiner Handelswege, aber auch zur Versorgung mit Nahrungsmitteln und Bauholz, vermehrt Ländereien außerhalb des Stadtgebietes erworben. Zur Verwaltung dieses Landgebietes wurden im 15. Jahrhundert (1410) die ersten Landherrenschaften gebildet, die jeweils von einem oder zwei Ratsherren bzw. Senatoren als Landherren verwaltet wurden:
- Landherrenschaft von Bill- und Ochsenwärder einschließlich der nach dem Gottorper Vergleich (1768) gewonnenen Elbinseln
- Landherrenschaft Hamburger Berg: westlich und nördlich vor dem Millern- und Dammtor gelegene Gebiete (St. Pauli, Sternschanze, Rotherbaum)
- Landherrenschaft Hamm und Horn: östlich vor dem Steintor gelegene Gebiete einschließlich Teilen von St. Georg, Borgfelde, Hammerbrook, der Uhlenhorst sowie der Exklave Fuhlsbüttel
- Landherrenschaft der Walddörfer (auch Waldherrenschaft): Farmsen, Volksdorf, Wohldorf-Ohlstedt, Großhansdorf, Schmalenbeck, Beimoor und Hoisbüttel (bis 1803)

Neben diesen Landherrenschaften gab es noch zwei weitere Ämter, die ebenfalls von einem Ratsherrn als Amtmann verwaltet wurden:
- Amt Ritzebüttel an der Elbmündung (heute Cuxhaven)
- Amt Bergedorf einschließlich der Vierlande und Geesthacht (bis 1867 mit Lübeck gemeinsam verwaltet)

Außerdem besaßen einige Hamburger Klöster und Hospitäler umfangreichen Grundbesitz im Umfeld der Stadt. Nach der Reformation fiel dieser ebenfalls unter städtische Kontrolle; allerdings wurden die landesherrlichen Hoheitsrechte in diesen Gebieten nicht vom Rat wahrgenommen, sondern vom Kollegium der Oberalten bzw. von den Bürgermeistern in ihrer Eigenschaft als Patrone des jeweiligen Klosters bzw. Hospitals.
- Kloster St. Johannis: Harvestehude, Grindel, Eimsbüttel, Eppendorf, Winterhude, Ohlsdorf, Groß Borstel und Bilsen (letzteres wurde 1803 gegen Alsterdorf eingetauscht)
- Hospital St. Georg: Langenhorn, Klein Borstel und Berne
- Hospital zum Heiligen Geist: Barmbek, Eilbek und Hohenfelde

Zuweilen wurden auch die Ämter und geistlichen Besitzungen als Landherrenschaften angesehen, so dass etwa für die Zeit um 1800 von „acht Landherrenschaften“ (ohne das damals noch zusammen mit Lübeck verwaltete Amt Bergedorf) die Rede ist.

## Neugliederung im 19. Jahrhundert

Hamburger Landgebiet nach 1830:
Vorstädte St. Pauli und St. Georg
Landherrenschaft der Geestlande
Landherrenschaft der Marschlande
Amt Bergedorf (bis 1867 gemeinsam mit Lübeck)
nicht im Bild: Amt Ritzebüttel (hamburgische Exklave an der Elbmündung)

Während der Zugehörigkeit Hamburgs zum französischen Kaiserreich (1811 bis 1814) gliederte sich das hamburgische Staatsgebiet in sechs Stadtkantone, die auch die vormaligen Vorstädte St. Georg und St. Pauli umfassten, sowie in die drei Landkantone Hamm, Bergedorf und Wilhelmsburg, denen jeweils mehrere Mairien nachgeordnet waren.
Nach dem Abzug der Franzosen wurde zunächst die alte Ordnung wiederhergestellt. Allerdings wurde zu diesem Zeitpunkt schon seit längerem Kritik insbesondere an der traditionellen Sonderstellung der geistlichen Besitzungen und der daraus resultierenden Zersplitterung der einzelnen Gebiete (mit zahlreichen En- und Exklaven) laut. Nach jahrelangen Verhandlungen zwischen Rat und Bürgerschaft trat schließlich zum 1. Januar 1831 eine grundlegende Neugliederung des Hamburger Landgebietes in Kraft:
- Die geistlichen Gebiete wurden aufgehoben und mit Teilen des Hamburger Berges, der Landherrenschaft Hamm und Horn sowie den Walddörfern zu einer neuen Landherrenschaft der Geestlande vereinigt.
- Die bisherige Landherrenschaft von Bill- und Ochenwärder wurde unter Einbeziehung des Grasbrooks zur Landherrenschaft der Marschlande.
- Die Vorstädte Hamburger Berg (ab 1833 St. Pauli) und St. Georg (einschließlich Stadtdeich und westlicher Hammerbrook) bildeten zunächst eine eigene Landherrenschaft der Vorstädte, wurden später aber unmittelbar unter städtische Verwaltung gestellt.

Die Ämter Bergedorf und Ritzebüttel blieben von dieser Neuordnung wegen ihrer staatsrechtlichen Stellung bzw. ihrer isolierten Lage zunächst unberührt. Erst 1864 wurde Ritzebüttel zur Landherrenschaft Ritzebüttel erhoben, ebenso 1868 das bisherige Amt Bergedorf, das nach dem Ende der beiderstädtischen Verwaltung nunmehr ganz zu Hamburg gehörte.
Mit der Landgemeindeordnung von 1871 wurde den Landgemeinden eine beschränkte kommunale Selbstverwaltung verliehen. Zugleich schieden 15 stadtnahe Gemeinden, die seit dem Wegfall der Torsperre zunehmend städtisch bebaut wurden, aus dem Landgebiet aus und wurden als Vororte ebenfalls unter städtische Verwaltung gestellt: Rotherbaum, Harvestehude, Eimsbüttel, Eppendorf, Winderhude, Uhlenhorst, Barmbek, Eilbek, Hohenfelde, Borgfelde, Hamm, Horn, Billwerder-Ausschlag, Steinwerder, Kleiner Grasbrook.
1894 wurden schließlich sämtliche Vororte und die Vorstadt St. Pauli per Gesetz nach Hamburg eingemeindet. Dadurch vergrößerte sich das Stadtgebiet von 952 auf 7665 ha und die Bevölkerung von 230.000 auf 594.000.

## Fusion und Auflösung

Verwaltungsgliederung Hamburgs ab 1938/39: Stadt- (weiß) und Landbezirk (türkis), dazu 10 „Kreise“ und 110 „Bezirke“. Letztere entsprechen zumeist schon den heutigen Stadtteilen, während die Kreisgliederung zumindest in Teilen schon die Bezirke der Nachkriegszeit erahnen lässt.

Das anhaltende Wachstum Hamburgs führte dazu, dass zwischen 1912 und 1923 immer weitere Vororte aus dem Landgebiet herausgelöst wurden (darunter Alsterdorf, Ohlsdorf, Fuhlsbüttel, Langenhorn, Finkenwerder). 1924 wurde Geesthacht zur Stadt erhoben und schied wie Bergedorf und Cuxhaven ebenfalls aus dem Landgebiet aus.
Für das schrumpfende Landgebiet wurde daher am 19. November 1926 eine einzige Landherrenschaft Hamburg gebildet, die die vier bisherigen Landherrenschaften ablöste. Bereits 1878 waren durch Senats- und Bürgerschaftsbeschluss ein gemeinschaftliches „Bureau“ der Landherrenschaften eingerichtet sowie Kassenwesen und Aufgaben in der Armenfürsorge zentralisiert worden. 1908 wurde nach zweijähriger Bauzeit ein gemeinsames Dienstgebäude der Landherrenschaften im Kontorhausviertel eröffnet.
Vom Groß-Hamburg-Gesetz, das mit Wirkung vom 1. April 1937 in Kraft trat, war die Landherrenschaft zunächst nicht unmittelbar betroffen. Erst ein Jahr später, zum 1. April 1938, wurde Hamburg schließlich zur Einheitsgemeinde umgebildet und die Landherrenschaft aufgelöst. An ihrer Stelle wurde ein neuer Landbezirk unter der Leitung eines „Landbürgermeisters“ gebildet, hinzu kam jedoch ab 1939 eine parallele Gliederung in Kreise und Bezirke, die in weiten Teilen die spätere Bezirksgliederung der Nachkriegszeit vorwegnahm.